# 크리스천 프리드릭
크리스천 루이스 패트릭 프리드릭(영어: Christian Louis Patrick Friedrich, 1987년 7월 8일 ~ )은 미국의 야구 선수이자, 전 KBO 리그 NC 다이노스의 투수이다.

## 미국 프로야구 시절
2012년에 콜로라도 로키스에 입단하였다.

## 미국 독립야구 시절
2019년에 뉴브리튼 비스에 입단하였다.

## 한국 프로야구 시절

### NC 다이노스시절

#### 2019년 시즌
2019년 7월에 에디 버틀러를 대체할 투수로 영입되었다.
7월 12일 데뷔 전에서 5이닝 4실점으로 첫 승을 거뒀다.
9월 18일 SK 와이번스와의 경기에서 9이닝 5피안타, 3볼넷, 6탈삼진을 기록하며 완봉승을 기록했다. 경기 후 "양의지의 좋은 리드와 손민한 코치의 조언이 있어 이길 수 있었다. 독립 리그에서 완봉을 해봤으나, 경쟁력이 있는 KBO 리그에서 완봉승을 거둔 것이 더 기쁘다"고 소감을 밝혔다.
시즌 7승 4패, 72이닝, 56탈삼진, 22볼넷, 2점대 평균자책점을 기록했다.

## 출신 학교
- 이스턴 켄터키 대학교

## 통산 기록
| 연도 | 팀명  | 평균자책점 | 경기 | 완투 | 완봉 | 승 | 패 | 세 | 홀 | 승률  | 타자 | 이닝 | 피안타 | 피홈런 | 볼넷 | 사구 | 탈삼진 | 실점 | 자책점 |
| ---- | ----- | ---------- | ---- | ---- | ---- | -- | -- | -- | -- | ----- | ---- | ---- | ------ | ------ | ---- | ---- | ------ | ---- | ------ |
| 2019 | NC    | 2.75       | 12   | 2    | 1    | 7  | 4  | 0  | 0  | 0.636 | 294  | 72   | 63     | 4      | 22   | 3    | 56     | 22   | 22     |
| 통산 | 1시즌 | 2.75       | 12   | 2    | 1    | 7  | 4  | 0  | 0  | 0.636 | 294  | 72   | 63     | 4      | 22   | 3    | 56     | 22   | 22     |